# Idole des jeunes
Cet article possède un paronyme, voir L'Idole des jeunes.
On désigne sous l'expression « idole des jeunes » (en anglais teen idol) une personne idolâtrée par les adolescents,. Bien souvent, l'« idole des jeunes » est un acteur ou un chanteur de pop mais un certain nombre d'autres figures emblématiques de l'industrie du divertissement ont aussi leurs admirateurs parmi les adolescents. La notoriété d'une idole peut être limitée aux adolescents ou s'étendre à un groupe de population de tous âges. Quelques idoles sont des acteurs encore à l'âge de l'enfance (voir l'article détaillé junior idol).
Les « idoles des jeunes » paraissent habituellement dans des revues destinées aux adolescents (One, Buzz Mag, Épisode, etc.) mais, avec l'apparition de la télévision, ces idoles sont maintenant promues par le biais de différents programmes télévisés. Parmi des exemples d'« idoles des jeunes » extrêmement connues on trouve Britney Spears, Christina Aguilera, et Aaliyah pour ce qui est des femmes et Elvis Presley, Bob Dylan ou James Dean pour ce qui est des hommes mais ils ne sont pas les seuls.
À une époque plus ancienne, les « idoles des jeunes », supposées d'abord faciles, devaient tenir leur(s) idylle(s) et mariage(s) secrets sous peine de voir leur popularité baisser. Le concept d'« idole des jeunes » a évolué avec le temps. De nos jours, ces idoles peuvent être des vedettes du cinéma ou de la télévision, des chanteurs de pop, des top modèles, etc. Leur vie privée n'est plus un sujet tabou. Elle a, au contraire, donné naissance aux publications à scandales ainsi qu'à des émissions télévisées basées sur leur présence. De jeunes icônes, telles que Roger Federer, Zinédine Zidane, Kurt Angle, Michael Jackson et Michael Phelps sont considérées comme étant des « idoles des jeunes ».

## Les premières « idoles des jeunes »

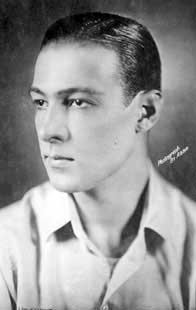
Rudolph Valentino, une des premières idoles des jeunes du XXe siècle

Ce sont les médias de masse qui ont induit le phénomène d'« idole des jeunes », propre au XXe siècle. Il semble que la première d'entre elles ait été Rudolph Valentino dont l'aspect physique glamour et le succès qu'il a remporté auprès des femmes sont particulièrement mis en évidence dans des films muets comme Le Cheik. Rudolph Valentino était tellement populaire que son décès, en 1926, à l'âge de 31 ans, a déclenché de véritables scènes d'hystérie collective. Des photographies de la pin-up Judy Garland orne les casiers de maints élèves du secondaire après qu'elle eut accédé à la notoriété. C'est probablement Frank Sinatra qui est généralement considéré comme la première véritable « idole des jeunes »

## Période 1950-1970
L'immense succès d'un Elvis Presley ou d'un James Dean tout au long des années 1950 a amené les médias de masse à créer le terme d'« idole des jeunes » c'est-à-dire de personnes idolâtrées par les jeunes tels que Frankie Avalon et le chanteur et acteur Fabian. À cette époque, les débuts de Tommy Sands dans une production de la télévision, The Idol, a fait de lui une « idole des jeunes ». Rick Nelson, un rocker, est également devenu une « idole des jeunes » grâce à la variété télévisée The Adventures of Ozzie and Harriet. Elvis Presley a débuté dans le blues puis la musique country avant d'être intégré comme « idole des jeunes » grâce à la diligence de son impresario. Les paroles de sa chanson L'Ours en Peluche documentent parfaitement cette évolution :
« Don't wanna be your tiger, 'cause tigers play too rough,

Don't wanna be your lion, 'cause lions aren't the kind you love enough;

I just wanna be your teddy bear. »
De la même façon, Tommy Steele, The Beatles et The Rolling Stones étaient les « idoles des jeunes », particulièrement au tout début de leur carrière, avant de quitter rapidement ce statut. The Rolling Stones l'ont fait par une image de rebelles. The Beatles l'ont fait à travers une musique plus développée.

## Les années 1980 et au-delà
La « fabrication » d'« idoles des jeunes » a été commercialisée avec plus d'agressivité et avec plus de sophistication depuis les années 1980. L'apparition de la chaîne de télévision MTV (Music Television) aux États-Unis alliée au succès des boys bands des années 1990 et 2000 a fait perdurer le phénomène. De plus, la combinaison évidente de ce qui est perçu comme étant bon, bien défini et omniprésent, appuyé par une campagne publicitaire bien menée, est la clef du succès commercial des « petits orchestres pour tous ». Cette stratégie a été critiquée pour être plutôt « quelque chose pour tous ceux qui n'ont pas l'oreille musicale ». Chaque membre de ces petits orchestres peut bénéficier d'une promotion à titre individuel pour une allure ou une personnalité particulière qui n'appartiennent qu'à lui : le timide, l'intelligent, le rebelle et ainsi de suite. Des exemples classiques de Boy bands sont New Kids on the Block, Backstreet Boys, N'Sync et Westlife.